# Anisadenia pubescens
Anisadenia pubescens är en linväxtart som beskrevs av William Griffiths. Anisadenia pubescens ingår i släktet Anisadenia och familjen linväxter. Inga underarter finns listade i Catalogue of Life.